# 伊魯普通庫山
19°53′18″S 68°32′30″W / 19.88833°S 68.54167°W

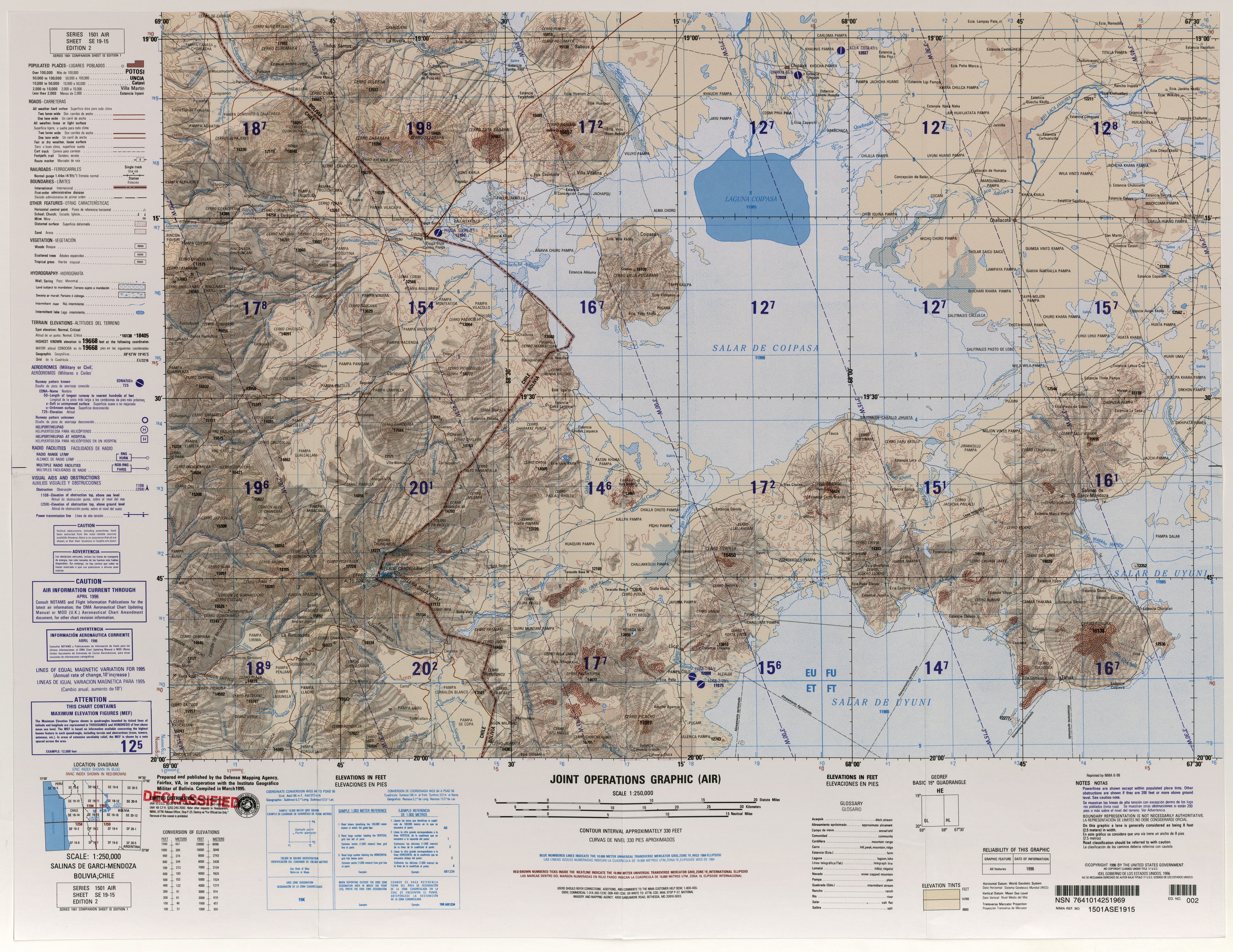

伊魯普通庫山（Iruputuncu），是南美洲的山峰，位於玻利維亞和智利接壤的邊境，處於烏尤尼鹽沼西面，屬於安第斯山脈中玻利維亞西部山脈的一部分，海拔高度4,200米。